# Місяць-44
«Місяць-44» (англ. Moon 44) — німецький науково-фантастичний бойовик виробництва студії Centropolis Film Productions, режисер — Роланд Еммеріх. Головні ролі виконували Майкл Паре і Ліза Айкхорн, другорядну — Браян Томпсон.

## Сюжет
Галактична гірничодобувна корпорація розробляє безлюдні планети для отримання прибутку. Видобуті корисні копалини доставляються на Землю за допомогою автоматичних космічних кораблів — шатлів. Деякі з планет зазнають атак невідомого ворога, який застосовує роботизовані літальні апарати. Шатли з корисними копалинами пропадають під час гіперпереходу.
Рада директорів корпорації вважає, що втрата супутників менш небезпечна для фірми, ніж втрата шатлів і посилає на планету Місяць-44 детектива для виявлення причин зникнення шатлів. Одночасно рада вирішує посилити оборону планети за допомогою принципово нової системи оборони. Принцип системи полягає в тому, що бойові вертольоти управляються тандемом пілот-оператор, причому оператор перебуває на стаціонарному пункті управління. Оператор повинен володіти певними психічними даними, і на цю роль підходять тільки підлітки. Однак, оскільки планета знаходиться під загрозою нападу, людей для гарнізону набирають із злочинців, які володіють професією пілота.
Детектив Стоун включається в партію ув'язнених, що вирушають на планету. Його становище ускладнюється тим, що серед ув'язнених є кримінальник, якого він власноруч посадив за ґрати. Після прибуття починається робота з вивчення системи захисту та відпрацювання польотів. Кримінальники намагаються нав'язати підліткам-операторам «життя за поняттями», але ті успішно протистоять насильству.
З'ясовується, що командир станції майор Лі підкуплений конкурентами, а від ради директорів йому дані вказівки у разі нападу на Місяць-44 пожертвувати людьми заради порятунку шатлів. Він перепрограмовує шаттли на нові координати виходу з гіперстрибка і збирається передати їх конкурентам.
Детектив Стоун дізнається про плани зрадників, але починається напад. Екіпаж, залишивши пілота і оператора для прикриття, евакуюється. Детектив Стоун вручає блок із записаними координатами голові корпорації.

## Ролі
- Майкл Паре — Фелікс Стоун
- Ліза Айкхорн — Террі Морган
- Малкольм Макдавелл — майор Лі
- Дін Девлін — Тайлер
- Браян Томпсон — Джек О'Ніл
- Стівен Джеффріс — Кукі
- Роско Лі Браун — голова Галактичної гірничодобувної корпорації
- Мекмед Йілмаз — Марк
- Леон Риппи — сержант Сайкс
- Йохен Нікель — скутер Бейлі